# Felix Hecker
Felix Hecker (* 7. August 1998) ist ein deutscher Basketballspieler.

## Laufbahn
Hecker aus Oberreifenberg im Taunus, dessen Mutter Caren Hockeynationalspielerin war und 1992 die Silbermedaille bei den Olympischen Sommerspielen gewann, spielte als Jugendlicher Basketball beim MTV Kronberg. Zwischenzeitlich weilte er ein Jahr an der Apple Valley Christian Academy im US-Bundesstaat Kalifornien. Ab 2017 wurde er im Nachwuchsbereich des Bundesligisten Skyliners Frankfurt ausgebildet. In der Sommerpause 2019 schloss sich Hecker den White Wings Hanau an, bei denen er sich in der 2. Bundesliga ProB zum Leistungsträger hocharbeitete. In der Spielzeit 2020/21 brachte er es auf durchschnittlich 11,3 Punkte je Begegnung und wechselte hernach zu den Skyliners Frankfurt zurück. Dort wurde er Spieler der zweiten Mannschaft in der 2. Bundesliga ProB, gab unter Trainer Diego Ocampo Ende September 2021 gegen Alba Berlin aber auch seinen Einstand in Frankfurts Mannschaft in der Basketball-Bundesliga.

### Nationalmannschaft
2017 wurde Hecker mit der deutschen U19-Nationalmannschaft Fünfter der Weltmeisterschaft und mit der U20-Auswahl 2018 Dritter der Europameisterschaft.